# Maximális áramlási probléma

Az optimalizálási elméletben a maximális áramlási problémák magukban foglalják egy megvalósítható áramlás megtalálását olyan áramlási hálózaton keresztül, amely a lehető legnagyobb áramlási sebességet érheti el.
A maximális áramlási problémát a bonyolultabb hálózati áramlási problémák, például a forgalmi probléma különleges esetének tekinthetjük. Egy s-t folyam maximális értéke (azaz az áramlás az s forrástól a t süllyedésig) megegyezik az s-t vágás (azaz az s-t a t-től elválasztó vágás) minimális kapacitása értékével a hálózatban, ahogyan az a Maximális folyam – minimális vágás tétel állítja.

## Történet
A maximális áramlási problémát T. E. Harris és F. S. Ross 1954-ben fogalmazta meg először a szovjet vasúti forgalom egyszerűsített modelljeként.

1955-ben Lester R. Ford, Jr. és Delbert R. Fulkerson elkészítette az első ismert algoritmust, a Ford–Fulkerson-algoritmust. 1955-ben írt cikkükben Ford és Fulkerson írta, hogy Harris és Ross problémáját a következőképpen fogalmazzák meg (lásd: 5. o.): 
 Vegyünk egy vasúthálózatot, amely összeköt két várost több közbülső város útján, ahol a hálózat mindegyik összeköttetése egy számmal rendelkezik, amely a kapacitását jelöli. Állandó állapot feltételezve keresse meg a maximális áramlást az adott városból a másikba. 
 A Flows in Network című könyvében 1962-ben a Ford és Fulkerson írta: 
 A szerzőknek 1955 tavaszán terjesztette elő, TE Harris, aki az FS Ross tábornokkal együtt kidolgozta a vasúti forgalom egyszerűsített modelljét, és ezt a problémát a központi javaslat szerint jelölte meg. modell [11]. 
 ahol [11] utal a Harris és Ross által a vasúti hálózati kapacitások értékelési módszerének alapjaira vonatkozó 1955-es titkos jelentésre (lásd  5. o.).
Az évek során különféle továbbfejlesztett megoldásokat fedeztek fel a maximális áramlási problémára, nevezetesen Edmonds és Karp, valamint önállóan Dinitz legrövidebb kiterjesztési útjának algoritmusát; Dinitz blokkoló áramlási algoritmusa; Goldberg és Tarjan push-relabel algoritmusa; valamint Goldberg és Rao bináris blokkoló áramlási algoritmusa. Az algoritmusok Sherman és Kelner, Lee, Orecchia és Sidford, keressen egy megközelítőleg optimális maximális áramlást, de csak irányítatlan grafikonokban dolgozzon.
2013-ban James B. Orlin kiadott egy, a {\displaystyle O(|V||E|)} algoritmus minden értékére {\displaystyle |V|} és {\displaystyle |E|}.

## Meghatározás

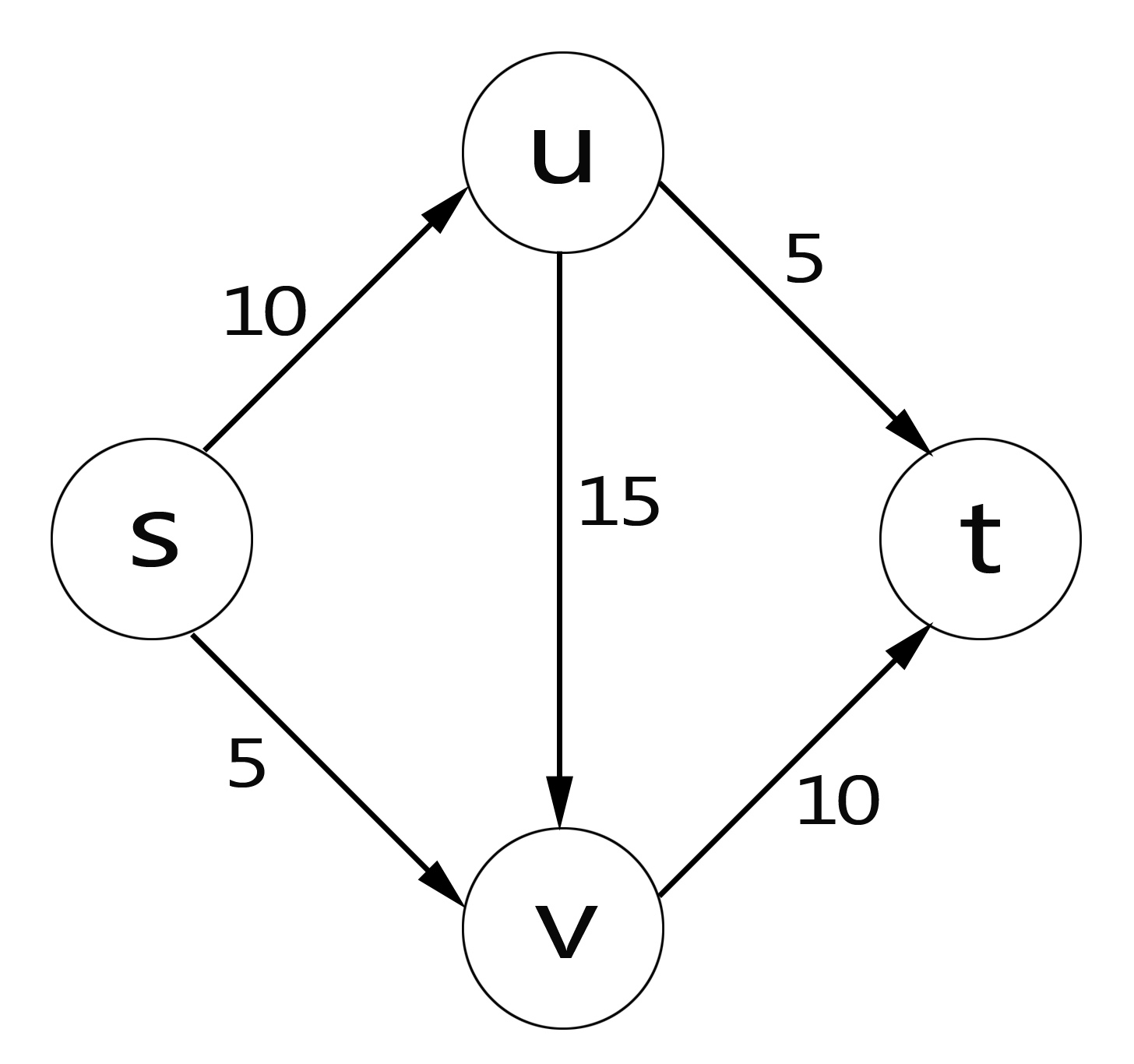
Áramlási hálózat, forrásokkal és végpontokkal. Az él melletti számok a kapacitások

Létrehozza {\displaystyle N=(V,E)} hálózatot az {\displaystyle s,t\in V} a forrás és végpontok {\displaystyle N}-et illetőleg.
Egy él kapacitásának leképezése {\displaystyle c:E\to \mathbb {R} ^{+}}, jelölve {\displaystyle c_{uv}} vagy {\displaystyle c(u,v)}. Ez az áramlás maximális mennyiségét jelöli, amely áthaladhat az élen.
Az áramlás egy leképezés {\displaystyle f:E\to \mathbb {R} ^{+}}, jelölve {\displaystyle f_{uv}} vagy {\displaystyle f(u,v)}, a következő két korlátozással: 
1. {\displaystyle f_{uv}\leq c_{uv}}, az egyes {\displaystyle (u,v)\in E} (kapacitáskorlátozás: egy él áramlása nem haladhatja meg a kapacitását);
2. {\displaystyle \sum _{u:(u,v)\in E}f_{uv}=\sum _{u:(v,u)\in E}f_{vu}}, az egyes {\displaystyle v\in V\setminus \{s,t\}} (áramlások megőrzése: a csomópontba belépő áramlások összegének meg kell egyeznie a csomópontból kilépő áramlások összegével, kivéve a forrást és a végpontok csomópontjait).

Az áramlás a ferde szimmetriát is megfigyeli {\displaystyle f_{uv}=-f_{vu}}, az egyes {\displaystyle (u,v)\in E}
Az áramlás értékét az alábbiak határozzák meg: {\displaystyle |f|=\sum _{v:(s,v)\in E}f_{sv}}, ahol {\displaystyle s} a forrása {\displaystyle N}. A forrástól a végponthoz vezető áramlás mennyiségét jelzi.
A maximális áramlási probléma a maximalizálás {\displaystyle |f|}, azaz a lehető legnagyobb mennyiségű áramlást kell átirányítani {\displaystyle s} -nek a {\displaystyle t} -re.

## Megoldások
Az alábbi táblázat algoritmusokat sorol fel a maximális áramlási probléma megoldására. 
| Eljárás                                                                    | Bonyolultság                                                                                                 | Leírás |
| -------------------------------------------------------------------------- | --- | --- |
| Lineáris programozás                                                       | | A legal flow meghatározása által megadott korlátozások. Lásd a lineáris programot itt. |
| Ford – Fulkerson algoritmus                                                | O(E max\| f \|)                                                                                              | Mindaddig, amíg a maradék gráfon keresztül nyitott az út, elküldi a maradék kapacitások minimumát. Az algoritmus csak akkor záródik le, ha minden súly racionális. Egyébként előfordulhat, hogy az algoritmus nem konvergál a maximális értékre. Ha azonban az algoritmus lezárul, akkor garantáltan megtalálja a maximális értéket. |
| Edmonds – Karp algoritmus                                                  | O(VE2) | A Ford – Fulkerson specializációja, kiterjesztő utak megtalálása breadth-first kereséssel. |
| Dinic's blokkoló áramlási algoritmusa                                      | O(V2E) | Az algoritmusok mindegyik fázisban réteges gráfot építnek fel, a breadth-first keresésével a maradék gráfra. A réteges gráfban a maximális áramlás O(VE) időben kiszámítható, a fázisok maximális száma V-1. Az egységkapacitással rendelkező hálózatokban a Dinic's algoritmusa befejeződik {\displaystyle O(\min\{V^{2/3},E^{1/2}\}E)} idő. |
| MPM (Malhotra, Pramodh-Kumar és Maheshwari) algoritmus                     | O(V3) | Csak aciklikus hálózatokon működik. Lásd az Original Paper. |
| Dinic's algoritmusa                                                        | O(VE log(V))                                                                                                 | A dinamikus fák adatszerkezete felgyorsítja a rétegezett grafikon maximális áramlási számítását O(V E log(V)). |
| General push-relabel maximális áramlási algoritmus                         | O(V2E) | A push relabel algoritmus fenntart egy preflow-t, azaz egy flow-függvényt a csúcsok feleslegének lehetőségével. Az algoritmus akkor fut, ha van egy csúcs, ahol pozitív többlet van, azaz aktív csúcs a grafikonon. A push művelet növeli az áramlást egy maradék szélen, és a csúcsok magasságfüggvénye szabályozza, hogy melyik maradék élek lehetnek tolhatók. A magasság funkciót egy relabel művelettel kell megváltoztatni. Ezeknek a műveleteknek a megfelelő meghatározása garantálja, hogy a kapott áramlási funkció maximális áramlást eredményez. |
| Push-relabel algoritmus <i id="mwtA">FIFO</i> csúcsválasztási szabályokkal | O(V3) | Push-relabel algoritmusvariáns, amely mindig kiválasztja a legutóbb aktív csúcsot, és addig végez push műveleteket, amíg a többlet pozitív vagy a megengedett maradék élek nem jelennek meg ebből a csúcsból. |
| Push-relabel algoritmus dinamikus fákkal                                   | {\displaystyle O\left(VE\log {\frac {V^{2}}{E}}\right)}                                                      | Az algoritmus korlátozott méretű fákat épít a maradék gráfra a magasság függvényében. Ezek a fák többszintű push műveleteket biztosítanak. |
| KRT (King, Rao, Tarjan) algoritmusa                                        | {\displaystyle O(EV\log _{\frac {E}{V\log V}}V)}                                                             | |
| Bináris blokkoló áramlási algoritmus                                       | {\displaystyle O\left(E\cdot \min(V^{\frac {2}{3}},{\sqrt {E}})\cdot \log {\frac {V^{2}}{E}}\log {U}\right)} | Az U érték megfelel a hálózat maximális kapacitásának. |
| James B Orlin + KRT (King, Rao, Tarjan) algoritmusa                        | {\displaystyle O(VE)}                                                                                        | Orlin algoritmusa a maximális áramlást O(VE) időben oldja meg {\displaystyle E\leq O(V^{{16 \over 15}-\epsilon })} míg a KRT O(VE) oldja meg {\displaystyle E>V^{1+\epsilon }}. |

A részletesebb listát lásd:

## Integrált áramlási tétel
Az integrált áramlási tétel ezt állítja
Ha az áramlási hálózat minden széle integrált kapacitással rendelkezik, akkor létezik egy integrált maximális áramlás.

## Alkalmazás

### Több forrású, több végpontú maximális áramlási problémája

4.1.1. Ábra A több forrású, több végpontú maximális áramlási problémájának átalakítása egy forrású, egy végpont maximális áramlási problémájává

Adott hálózat {\displaystyle N=(V,E)} egy sor forrással {\displaystyle S=\{s_{1},\ldots ,s_{n}\}} és egy végpont készlet {\displaystyle T=\{t_{1},\ldots ,t_{m}\}} csak egy forrás és egy végpont helyett meg kell találnunk a maximális átfolyást {\displaystyle N}. A több forrású többszörös süllyedési problémát maximális áramlási problémává alakíthatjuk, ha minden egyes csúcshoz csatlakoztatott összevont forrást adunk hozzá {\displaystyle S} és az egyes csúcsokkal összekötött összevont végpont {\displaystyle T} (más néven szuperforrás és szupersink) mindkét éle végtelen kapacitással rendelkezik (lásd a 4.1.1. ábrát).

### Minimális út fedés az irányított aciklikus gráfban
Adott aciklikus gráfot kapunk {\displaystyle G=(V,E)}, meg kell találnunk az egyes csúcsok lefedéséhez szükséges csúcspontok minimális számát {\displaystyle V}. Összeállíthatunk kétoldalú gráfot {\displaystyle G'=(V_{out}\cup V_{in},E')} tól től {\displaystyle G}, ahol
1. {\displaystyle V_{out}=\{v\in V:v{\text{ has positive out-degree}}\}}.
2. {\displaystyle V_{in}=\{v\in V:v{\text{ has positive in-degree}}\}}.
3. {\displaystyle E'=\{(u,v)\in V_{out}\times V_{in}:(u,v)\in E\}}.

Akkor ezt Kőnig's tételével meg lehet mutatni {\displaystyle G'} méretének megfelelő {\displaystyle m} csak akkor, ha léteznek {\displaystyle n-m} csúcs-diszjunkt útvonalak, amelyek az egyes csúcsokat lefedik {\displaystyle G}, ahol {\displaystyle n} a csúcsok száma {\displaystyle G}. Ezért a problémát úgy lehet megoldani, hogy megtaláljuk a maximális kardinális illesztést {\displaystyle G'} helyett.

### Maximális kardinalitás kétoldalú egyeztetés

4.3.1. ábra. Egy maximális kétoldalú illesztési probléma átalakítása maximális áramlási problémává

Kétoldalú gráfot kapunk {\displaystyle G=(X\cup Y,E)}, meg kell találnunk a maximális kardinalitás illesztését {\displaystyle G}, azaz egyezés, amely a lehető legtöbb élt tartalmazza. Ez a probléma egy hálózat kiépítésével átalakítható maximális áramlási problémává {\displaystyle N=(X\cup Y\cup \{s,t\},E')}, ahol
1. {\displaystyle E'} tartalmazza a széleket {\displaystyle G} irányítva {\displaystyle X} nak nek {\displaystyle Y}.
2. {\displaystyle (s,x)\in E'} az egyes {\displaystyle x\in X} és {\displaystyle (y,t)\in E'} az egyes {\displaystyle y\in Y}.
3. {\displaystyle c(e)=1} az egyes {\displaystyle e\in E'} (Lásd a 4.3.1 ábrát).

Ekkor a maximális áramlás értéke {\displaystyle N} megegyezik a maximális illesztés méretével {\displaystyle G}.

### Maximális áramlás csúcskapacitásokkal

4.4.1. Ábra A csúcskapacitások korlátozásával rendelkező maximális áramlási probléma átalakítása az eredeti maximális áramlási problémává csomópont felosztás útján

Adott hálózat {\displaystyle N=(V,E)}, amelyben minden csomóponton van kapacitás az élkapacitáson kívül, azaz egy leképezés {\displaystyle c:V\mapsto \mathbb {R} ^{+}}, jelölve {\displaystyle c(v)}, úgy, hogy az áramlás {\displaystyle f} nemcsak a kapacitáskorlátozásra és az áramlások megőrzésére van szükség, hanem a csúcskapacitási korlátozásra is 
 Más szavakkal: egy csúcson áthaladó áramlás mennyisége nem haladhatja meg a kapacitását. A maximális átfolyás megtalálása {\displaystyle N}, kibővítéssel átalakíthatjuk a problémát az eredeti értelemben vett maximális áramlási problémává {\displaystyle N}. Először is, mindegyik {\displaystyle v\in V} helyébe a {\displaystyle v_{\text{in}}} és {\displaystyle v_{\text{out}}}, ahol {\displaystyle v_{\text{in}}} össze vannak kötve élekkel {\displaystyle v} és {\displaystyle v_{\text{out}}} csatlakozik az élekből származó élekkel {\displaystyle v}, majd rendeljen kapacitást {\displaystyle c(v)} az összekötő szélhez {\displaystyle v_{\text{in}}} és {\displaystyle v_{\text{out}}} (lásd a 4.4.1. ábrát). Ebben a kibővített hálózatban a csúcskapacitás korlátozása megszűnik, ezért a problémát az eredeti maximális áramlási problémaként lehet kezelni.

### Az utak maximális száma s-től t-ig
Adott irányított grafikon {\displaystyle G=(V,E)} és két csúcs {\displaystyle s} és {\displaystyle t}, meg kell találnunk a maximális elérési utat {\displaystyle s} és {\displaystyle t}-nek. Ennek a problémának több változata van:
1. Az utaknak szélektől elkülönülteknek kell lenniük. Ez a probléma egy hálózat kiépítésével átalakítható maximális áramlási problémává {\displaystyle N=(V,E)} -től {\displaystyle G},-vel {\displaystyle s} és {\displaystyle t} a forrás és a végpont {\displaystyle N}, és mindegyik élhez kapacitást rendelünk {\displaystyle 1}. Ebben a hálózatban a maximális áramlás {\displaystyle k} ha vannak {\displaystyle k} élelválasztó utak.
2. Az útvonalaknak függetleneknek kell lenniük, a csúcsoktól (kivéve: {\displaystyle s} és {\displaystyle t}). Felépíthetünk egy hálózatot {\displaystyle N=(V,E)} -től {\displaystyle G} csúcskapacitásokkal, ahol az összes csúcs és az élek kapacitása megegyezik {\displaystyle 1}. Akkor a maximális áramlás értéke megegyezik a független útvonalak maximális számával {\displaystyle s} nak nek {\displaystyle t}.
3. Amellett, hogy az útvonalak szélekkel és / vagy csúcsokkal diszjunktívak, az útvonalaknak hossza is korlátozott: csak azokat az útvonalakat vesszük figyelembe, amelyeknek a hossza pontosan megfelel {\displaystyle k}, de legfeljebb {\displaystyle k}. A probléma legtöbb változata NP-teljes, kivéve a kis értékű {\displaystyle k}.

### Bezárási probléma
Egy irányított gráf bezárása csúcsok halmaza, kimeneti élek nélkül. Ez azt jelenti, hogy a grafikonnak nem lehetnek olyan szélei, amelyek a bezáráson belül kezdődnek és a bezáráson kívül végződnek. A bezárási probléma az a feladat, hogy megkeressük a maximális vagy minimális tömegű bezárást egy csúcsra súlyozott irányított gráfban. Meg lehet oldani polinomiális időben, a maximális áramlási probléma csökkentésével.

## Valós alkalmazások

### Baseball megszüntetése

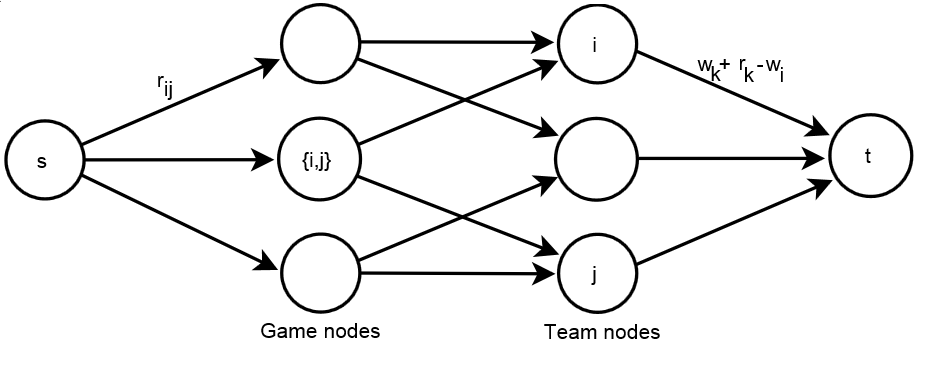
Hálózati áramlás felépítése a baseball kiküszöbölésére

A baseball kiküszöbölésekor n csapat versenyez egy bajnokságban. Egy bizonyos szakaszában a bajnoki szezonban, w i a győzelem száma és r i a játékok száma, i és r ij a játékban lévő csapatok száma és j a csapat ellen maradt játékok száma. A csapatot kizárják, ha nincs esélye a szezon befejezésére. A baseball kiküszöbölésének problémája annak meghatározása, hogy mely csapatokat távolítsák el a szezon minden pontján. Schwartz olyan módszert javasolt, amely ezt a problémát a maximális hálózati áramlásig csökkenti. Ebben a módszerben hálózatot hoznak létre annak meghatározására, hogy kiküszöbölésre kerül-e a k csapat.
Legyen G = (V, E) olyan hálózat, ahol s, t ∈ V a forrás és a végpont. Az egyik hozzáad egy játékot csomóponthoz {i, j} ahol i '<j-V,' és összeköti mindegyik S egy él kapacitása r ij - ami a darabok a két csapat. Minden csoporthoz hozzáadunk egy csomópontot, és minden { i, j } játékcsomópontot összekapcsolunk két i és j csapatcsomóponttal, hogy egyikük nyerjen. Nem szükséges korlátozni az áramlási értéket ezeken a széleken. Végül az i csapat csomópontjától a t süllyedő csomópontig éleket készítünk, és a w k + r k - w i kapacitását úgy állítjuk be, hogy megakadályozzuk az i csapatot abban, hogy w k + r k- nál többet nyerjen. Legyen S az összes csapat tagja a bajnokságban, és hagyja {\displaystyle \scriptstyle r(S-\{k\})=\sum _{i,j\in \{S-\{k\}\},i<j}r_{ij}}. Ebben a módszerben azt állítják, hogy a k csoport nem kerül kiküszöbölésre, ha és csak akkor, ha az r méretű S (S - { k }) áramlási érték létezik a G hálózatban. Az említett cikkben bebizonyosodott, hogy ez az áramlási érték a maximális áramlási érték s- től t-ig.

### Légitársaság ütemezése
A légiközlekedésben jelentős problémát jelent a repülési személyzet ütemezése. A légitársaságok ütemezési problémáját a kiterjesztett maximális hálózati áramlás alkalmazásának lehet tekinteni. A probléma alapja az F repülések, amelyek információkat tartalmaznak arról, hogy hol és mikor indul és érkezik a repülő. A légitársaságok ütemezésének egyik változatában a cél egy megvalósítható menetrend elkészítése, legfeljebb k legénységgel.
Ennek a problémának a megoldása érdekében a forgalmi probléma egy korlátozott cirkulációnak nevezett változatát alkalmazzák, amely a hálózati áramlási problémák általánosítása, azzal a megkötéssel, hogy az alsó határ a szélső áramlásokon van.
Legyen G = (V, E) olyan hálózat, amelynek s, t ∈ V a forrása és a végpont csomópontjai. Minden i repülés forrásához és rendeltetési helyéhez két csomópontot adunk hozzá V-hez, s i csomópontot forrásként és d i csomópontot mint i repülés célcsomópontját. Az egyik a következő éleket egészíti ki az E-vel:
1. Egy él kapacitása [0, 1] között s és az egyes s i.
2. Egy él, amelynek kapacitása [0, 1] az egyes d i és t között.
3. Egy él, amelynek kapacitása [1, 1] az s i és d i pár között.
4. Egy él, amelynek kapacitása [0, 1] az egyes d i és s j között, ha a forrás s j észszerű idővel és költséggel elérhető az i repülés rendeltetési helyétől.
5. Egy él, amelynek kapacitása [0, ∞ ] s és t között.

Az említett módszerben azt állítják és bebizonyítják, hogy k áramlási értékének megállapítása G-ben s és t között megegyezik az F repülési készlet megvalósítható ütemtervével, legfeljebb k legénységgel.
A légitársaságok menetrendjének másik változata a legkevesebb legénység megtalálása az összes járat végrehajtásához. Annak érdekében, hogy megtalálja a választ erre a problémára, egy páros gráf G' = (A ∪ B, E) jön létre, ahol minden egyes járat egy példánya másolja A és B értéket. Ha ugyanaz a sík képes végrehajtani a j repülést az i repülés után, akkor i ∈ A csatlakozik a j ∈ B-hez. A G' egyezés indukálja az F ütemtervét, és ebben a grafikonban egyértelműen a maximális kétoldalú egyezés hozza létre a légitársaságok menetrendjét minimális létszámmal. Amint azt a cikk Alkalmazási részében említik, a kétoldalú maximális kardinális illesztés a maximális áramlási probléma alkalmazása.

### Forgalmi és keresleti probléma
Vannak olyan gyárak, amelyek árut állítanak elő, és vannak falvak, ahol az árukat át kell szállítani. Ezeket egy úthálózat köti össze, az egyes utak c kapacitással bírnak a rajzon átfolyó maximális áruk számára. A probléma az, hogy kiderüljön, van-e forgalom, amely kielégíti a keresletet. Ez a probléma átalakítható maximális áramlású problémává.
1. Addott a forrás csomópont s hozzá élek, hogy minden gyárban csomópont fi kapacitása pi ahol pi a termelés mértéke gyári fi
2. Adjunk hozzá egy t süllyedési csomópontot, és adjunk hozzá vi – t összes falutól széleket di kapacitással, ahol di a vi falu vi.

Legyen G = (V, E) ez az új hálózat. Létezik egy olyan forgalom, amely csak akkor teljesíti a keresletet:
Maximum flow value(G) {\displaystyle =\sum _{i\in v}d_{i}}.
Ha létezik forgalom, a maximális áramlási megoldás megválaszolása megadja a választ, hogy mennyi árut kell küldeni egy adott úton az igények kielégítéséhez.
A problémát úgy lehet kibővíteni, hogy néhány szélnél az alsó korlátot hozzáfűzzük az áramláshoz.

### Kép szegmentálása

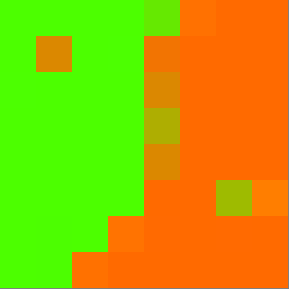
Forrásképe 8x8 méretben

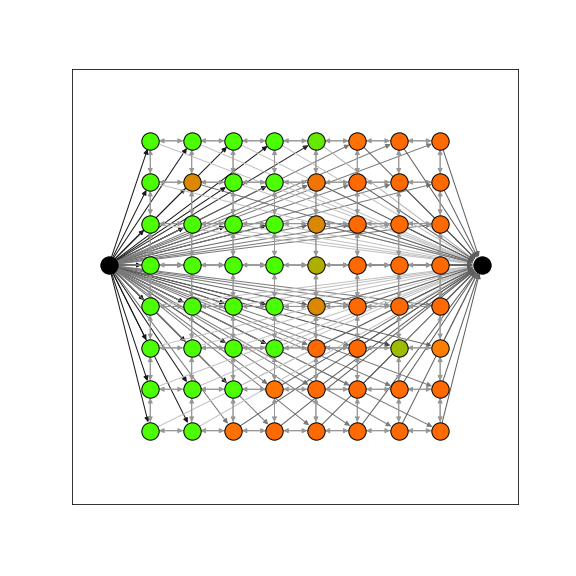
A bitmapből épített hálózat. A forrás a bal oldalon, a végpont a jobb oldalon. Minél sötétebb a széle, annál nagyobb a kapacitása. a _{i} magas, ha a pixel zöld, b _{i,} ha a pixel nem zöld. A p _{ij} elágazás, mind egyenlő.

Kleinberg és Tardos könyvükben algoritmust mutatnak be a kép szegmentálására. Bemutatnak egy algoritmust a kép hátterének és előterének megtalálásához. Pontosabban: az algoritmus bitképként, bemeneti formátumként az alábbiak szerint modellezve: a i ≥ 0 annak valószínűsége, hogy az i pixel az előtérbe tartozik, b i ≥ 0 abban a valószínűségben, hogy i pixel a háttérhez tartozik, és p ij az elágazás, ha két szomszédos i és j képpont az egyik az előtérben, a másik a háttérben helyezkedik el. A cél az, hogy megtalálja a pixelek halmazát (A, B), amely maximalizálja a következő mennyiséget
{\displaystyle q(A,B)=\sum _{i\in A}a_{i}+\sum _{i\in B}b_{i}-\sum _{i,j{\text{adjacent with }}|A\cap \{i,j\}|=1}p_{ij}},
Valóban, minden A pixelben (előtérnek tekintve), a i-t kapunk, minden B pixelben (háttérnek tekintve) b i-t kapunk. A határon, két szomszédos i és j képpont között, p ij-t veszít. Ez megegyezik a mennyiség minimalizálásával
{\displaystyle q'(A,B)=\sum _{i\in A}b_{i}+\sum _{i\in B}a_{i}+\sum _{i,j{\text{adjacent with }}|A\cap \{i,j\}|=1}p_{ij}}
mivel {\displaystyle q(A,B)=\sum _{i}a_{i}+\sum _{i}b_{i}-q'(A,B)}. 

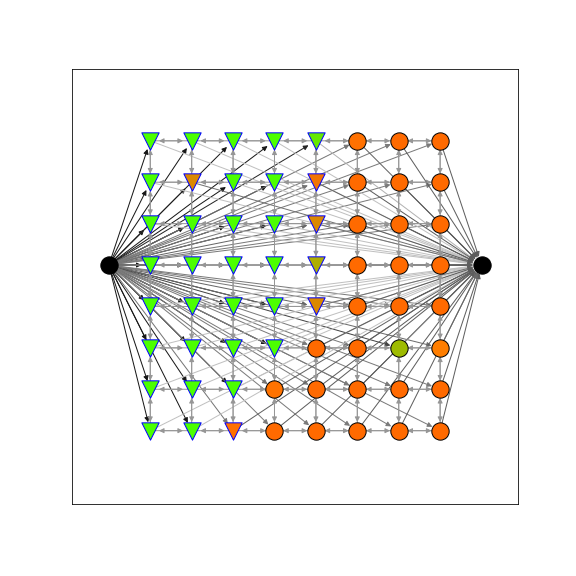
A hálózaton megjelenített minimális vágás (háromszögek VS körök)

Most azt a hálózatot építjük fel, amelynek csomópontjai a pixel, valamint egy forrás és egy végpont, lásd a jobb oldali ábrát. Mi csatlakozni a forrás pixel i egy él súlya a i. Az i pixelt és a végpontot b i tömeg szélével kötik össze. Az i pixelt és a j i pixelt összekötjük p ij tömeggel. Most meg kell számolnia egy minimális vágást ebben a hálózatban (vagy ezzel egyenértékűen a maximális áramlást). Az utolsó ábra a minimális vágást mutatja.

## Bővítmények
1. A mimimum-cost flow problémájánál az egyes éleknek (u, v) kapacitásukon felül egy uv költség-együttható is van. Ha a szélén átfolyó áram f uv, akkor a teljes költség uv f uv. Meg kell találni egy adott d méretű áramlást a legkisebb költséggel. A legtöbb változatban a költség-együtthatók pozitív vagy negatív lehetnek. Különböző polinomiális idő algoritmusok léteznek erre a problémára.
2. A maximális áramlási problémát diszjunktív korlátozásokkal egészíthetjük ki: egy negatív diszjunktív kényszer azt mondja, hogy egy bizonyos élpárnak nem lehet egyszerre nem nulla áramlása; egy pozitív diszjunktív kényszer azt mondja, hogy egy bizonyos élpárban legalább egyiknek nem lehet nulla áramlással rendelkeznie. Negatív korlátozások esetén a probléma az egyszerű hálózatoknál is strongly NP-hard-á válik. Pozitív korlátozások esetén a probléma polinomiális, ha frakcionált áramlások megengedettek, de strongly NP-hard lehet, ha az áramlásoknak integráltaknak kell lenniük.

## Fordítás
Ez a szócikk részben vagy egészben  a   Maximum flow problem című angol Wikipédia-szócikk ezen változatának fordításán alapul.  Az eredeti cikk szerkesztőit annak laptörténete sorolja fel. Ez a jelzés csupán a megfogalmazás eredetét és a szerzői jogokat jelzi, nem szolgál a cikkben szereplő információk forrásmegjelöléseként.